# Abuja

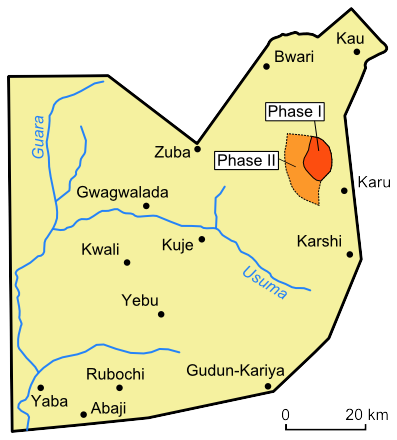
Abujas läge i det federala territoriet. Staden, med planerad expansion, är markerad med röd och orange färg.

Abuja är en stad i Nigeria. Staden är landets huvudstad sedan 1991. Den ligger 480 km nordost om landets största stad Lagos.
Kommunen, Abuja Municipal Area Council, hade 778 567 invånare vid den senaste folkräkningen (2006), varav ungefär en halv miljon bodde i centralorten. Staden är även administrativ huvudort för det omgivande federala territoriet, Federal Capital Territory. 
Abuja grundlades 1828 som residensstad för emiren av Abuja, men var länge en tämligen obetydlig ort. År 1976 beslutades det att huvudstaden skulle flytta från Lagos till Abuja för att avlasta Lagos. Platsen valdes på grund av dess centrala belägenhet, goda kommunikationer och det rikliga utrymmet för framtida expansion. Staden ligger dessutom i ett område där ingen av landets stora etniska grupper dominerar. Först 1991 blev staden officiellt huvudstad. Statliga institutioner och myndigheter flyttar efter hand från Lagos som fortfarande är landets viktigaste stad.
Abuja ligger 360 meter över havet och har ett svalare och mindre fuktigt klimat än Lagos.